# Stratiomys ruficornis
Stratiomys ruficornis är en tvåvingeart som först beskrevs av Macquart 1838.  Stratiomys ruficornis ingår i släktet Stratiomys och familjen vapenflugor. Inga underarter finns listade i Catalogue of Life.